# Hildegarde Neil
Hildegarde Neil, accreditata anche come Hildegard Neil (Città del Capo, 29 luglio 1939 – 19 settembre 2023), è stata un'attrice sudafricana naturalizzata inglese.

## Biografia
Nata in Sudafrica, nel 1961 si trasferì nel Regno Unito. Frequentata la Royal Academy of Dramatic Art per due anni, apparve per la prima volta in una rappresentazione della BBC del Julius Caesar nel 1963. Nel corso della sua decennale carriera partecipò a molti spettacoli teatrali (anche con la celebre Royal Shakespeare Company) e show televisivi, spesso come guest star. Recitò anche al cinema in produzioni di alto livello.

## Vita privata
Era sposata dal 1978 con il collega Brian Blessed, da cui ebbe la figlia Rosalind Blessed, anch'ella attrice.

## Filmografia parziale

### Cinema
- L'uomo che uccise se stesso (The Man Who Haunted Himself), regia di Basil Dearden (1970)
- All'ombra delle piramidi (Antony and Cleopatra), regia di Charlton Heston (1972)
- Operazione su vasta scala (England Made Me), regia di Peter Duffell (1973)
- Un tocco di classe (A Touch of Class), regia di Melvin Frank (1973)
- Il testamento (The Legacy), regia di Richard Marquand (1978)
- Assassinio allo specchio (The Mirror Crack'd), regia di Guy Hamilton (1980)
- The Bruce, regia di Bob Carruthers (1996)
- King Lear, regia di Brian Blessed (1999)

### Televisione
- Mio figlio Dominic (Boy Dominic) – serie TV, 13 episodi (1974)
- Gli invincibili (The Protectors) – serie TV, episodio 2x04 (1973)
- Spazio 1999 (Space: 1999) – serie TV, episodio 2x22 (1977)
- Un omicidio programmato (A Talent for Murder), regia di Alvin Rakoff – film TV (1984)